# 強烈熱帶風暴瑪莉亞 (2024年)
強烈熱帶風暴瑪莉亞（英語：Severe Tropical Storm Maria，國際編號：2405，聯合颱風警報中心：WP062024）是2024年太平洋颱風季第5個被命名的風暴。「瑪莉亞」一名由美國提供，是查摩洛女人的名字。

## 發展過程
8月4日，一個熱帶擾動在北馬里亞納群島西北方海域生成，美國海軍研究實驗室給予擾動編號94W。
8月5日下午2時，日本氣象廳將其升格為熱帶低氣壓。
8月6日清晨5時，聯合颱風警報中心將其評級提升為「中」。下午5時，聯合颱風警報中心將其評級提升為「高」。晚上8時，日本氣象廳對其發布烈風警報。同時，台灣中央氣象署將其升格為熱帶性低氣壓，給予編號TD06。
8月7日凌晨2時，香港天文台將其升格為熱帶低氣壓。上午8時，聯合颱風警報中心將其升格為熱帶低氣壓，給予熱帶氣旋編號06W。
8月8日凌晨2時，日本氣象廳將其升格為熱帶風暴，給予國際編號2405，並命名「瑪莉亞」。同時，台灣中央氣象署將其升格為輕度颱風；聯合颱風警報中心和香港天文台將其升格為熱帶風暴。下午2時，日本氣象廳將其升格為強烈熱帶風暴。
8月9日凌晨2時，香港天文台將其升格為強烈熱帶風暴。同時，聯合颱風警報中心將其升格為颱風。
8月12日上午8時半，日本氣象廳表示瑪莉亞於岩手縣大船渡市附近登陸，是自2016年強颱風獅子山後，8年以來首個登陸岩手縣的熱帶氣旋，上午11時，日本氣象廳將其降格為熱帶風暴。下午2時，香港天文台將其降格為熱帶風暴。
8月13日凌晨2時，日本氣象廳和香港天文台將其降格為熱帶低氣壓。同時，台灣中央氣象署將其降格為熱帶低氣壓。

## 影響

### 日本
當地發布之最高風力警報：暴风警报

#### 預備
隨著瑪莉亞逼近，日本航空公司已決定取消8月12日在日本境內9個機場起降的78個航班，影響旅客數約7000人。東日本鐵路公司表示，前往東北、秋田和山形的新幹線列車可能會暫停或延誤。此外，東日本高速道路表示，由於瑪莉亞將會帶來嚴重暴雨，東北自動車道和常磐自動車道的部分路段很有可能在8月13日封閉。

#### 影響
瑪莉亞為日本多地帶來嚴重暴雨，其中岩手縣有觀測站錄得48小時480毫米的破紀錄雨量，相當於往年整個8月雨量的2.6倍，另外久治縣的雨量達到481.5毫米，大津縣則達到319毫米 。

## 外部連結
| 太平洋颱風季             |
| 主題頁 - 專題 - 編輯指南 |

- （英文）颱風2000：各氣象部門對瑪莉亞的預測路徑集合 （页面存档备份，存于）
- （日語）日本氣象廳首頁 （页面存档备份，存于）
- （英文）聯合颱風警報中心首頁 （页面存档备份，存于）
- （简体中文）中國國家氣象中心首頁 （页面存档备份，存于）
- （繁體中文）臺灣中央氣象署首頁 （页面存档备份，存于）
- （繁體中文）香港天文台首頁 （页面存档备份，存于）
- （繁體中文）澳門地球物理氣象局首頁 （页面存档备份，存于）
- （英文）菲律賓大氣地球物理和天文管理局 惡劣天氣公告 （页面存档备份，存于）
- （泰文）泰國氣象局首頁 （页面存档备份，存于）